# Vildgrave
Vildgraf (em alemão: wildgraf) era um título nobiliárquico alemão atribuido aos fidalgos da patente de graf (conde), que tinha autoridade sobre as florestas ou áreas desabitadas. É semelhante a um raugrave (raugraf).